# Boutre
Le boutre ou dhow / daou (arabe : داو)  est un type de voilier arabe traditionnel en bois, à un ou plusieurs mâts gréés avec des voiles triangulaires ou trapézoïdale, originaire de la mer Rouge. C'est un terme générique qui regroupe également d'autres types de navires proches et dans l'océan Indien, il désigne aussi un petit caboteur à voile ou moteur, descendant plus ou moins direct de ces embarcations traditionnelles.

## Les différents boutres
Le terme de « boutre » est générique et désigne toute une variété de navires fort différents les uns des autres. Leur point commun est d'être construit en bois et gréé d'un ou plusieurs mâts portant chacun une voile trapézoïdale, dite « voile arabe », semblable à la voile latine à cette différence près que sa pointe avant est tronquée (au-delà d'une certaine taille).

### Marine à voile
Les boutres traditionnels se répartissent en deux catégories : 
1. : ceux qui ont la poupe carrée (ou en tableau) :
  - le baggala, qui est le plus grand navire arabe.
  - le ganja, de 70 à 200 tonneaux, qu'on trouve entre l'Arabie et l'Inde.
  - le sambouk de la mer Rouge, utilisé naguère pour la pêche aux perles.
  - le jahazi de Zanzibar et de la côte ouest de Madagascar.
  - le Shu’i, commune au Qatar, qui évoque une grosse barque et sert à la pêche.
2. : ceux qui ont la poupe pointue :
  - le bhum, qui existait dans le golfe Persique avant l'arrivée des Portugais et jauge de 60 à 200 tonneaux.
  - le zaroug, employé surtout sur les côtes de Yémen et du Hedjaz. Son tonnage dépasse rarement les 100 tonneaux, et sa vitesse en fait le favori des pirates et contrebandiers.

La taille actuelle des boutres varie d'environ 8 à 30 mètres. Les mieux construits naviguent très bien à toutes les allures du près et du bon-plein au vent arrière, avec une prédilection pour le largue où ils sont redoutables.

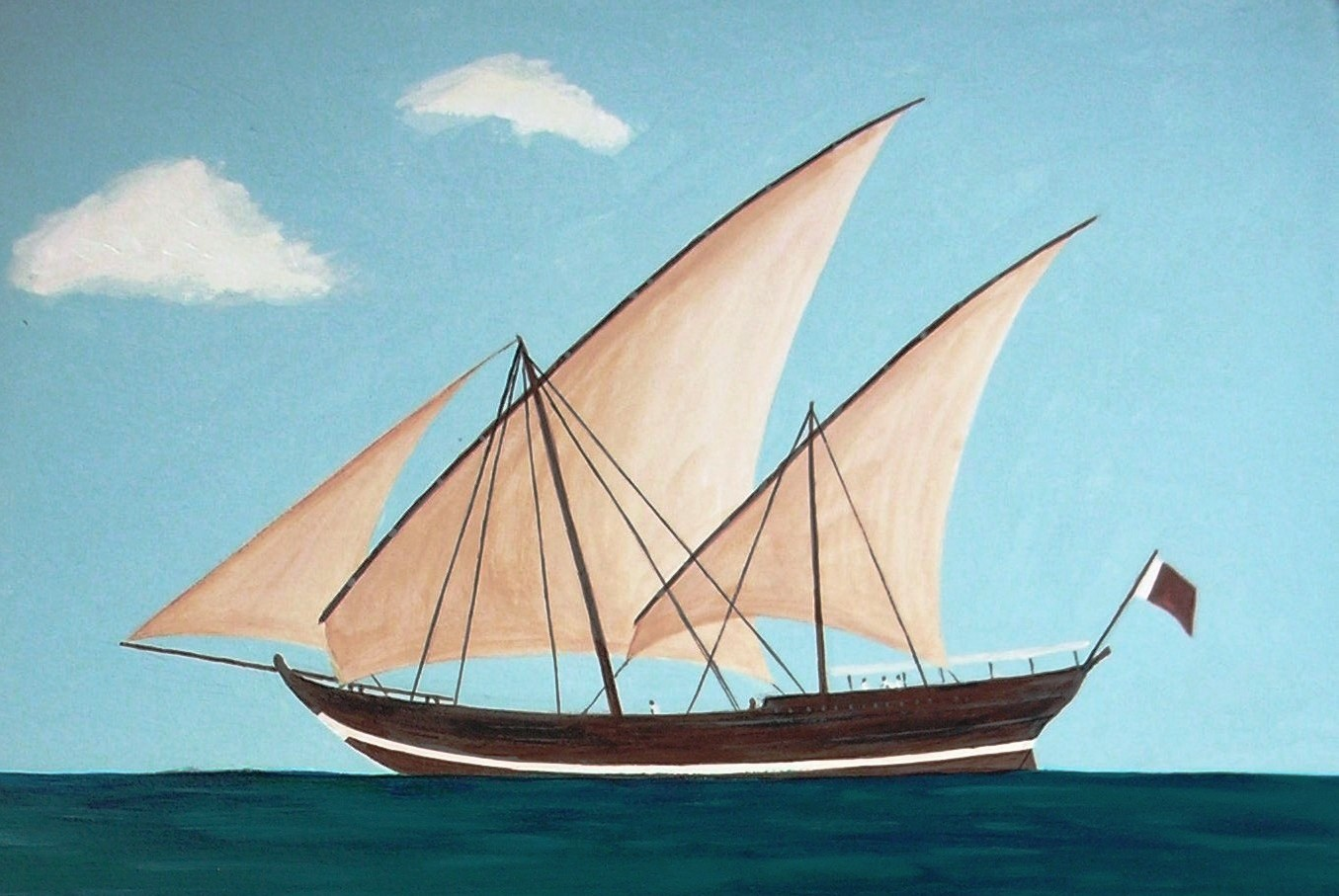
Baggala
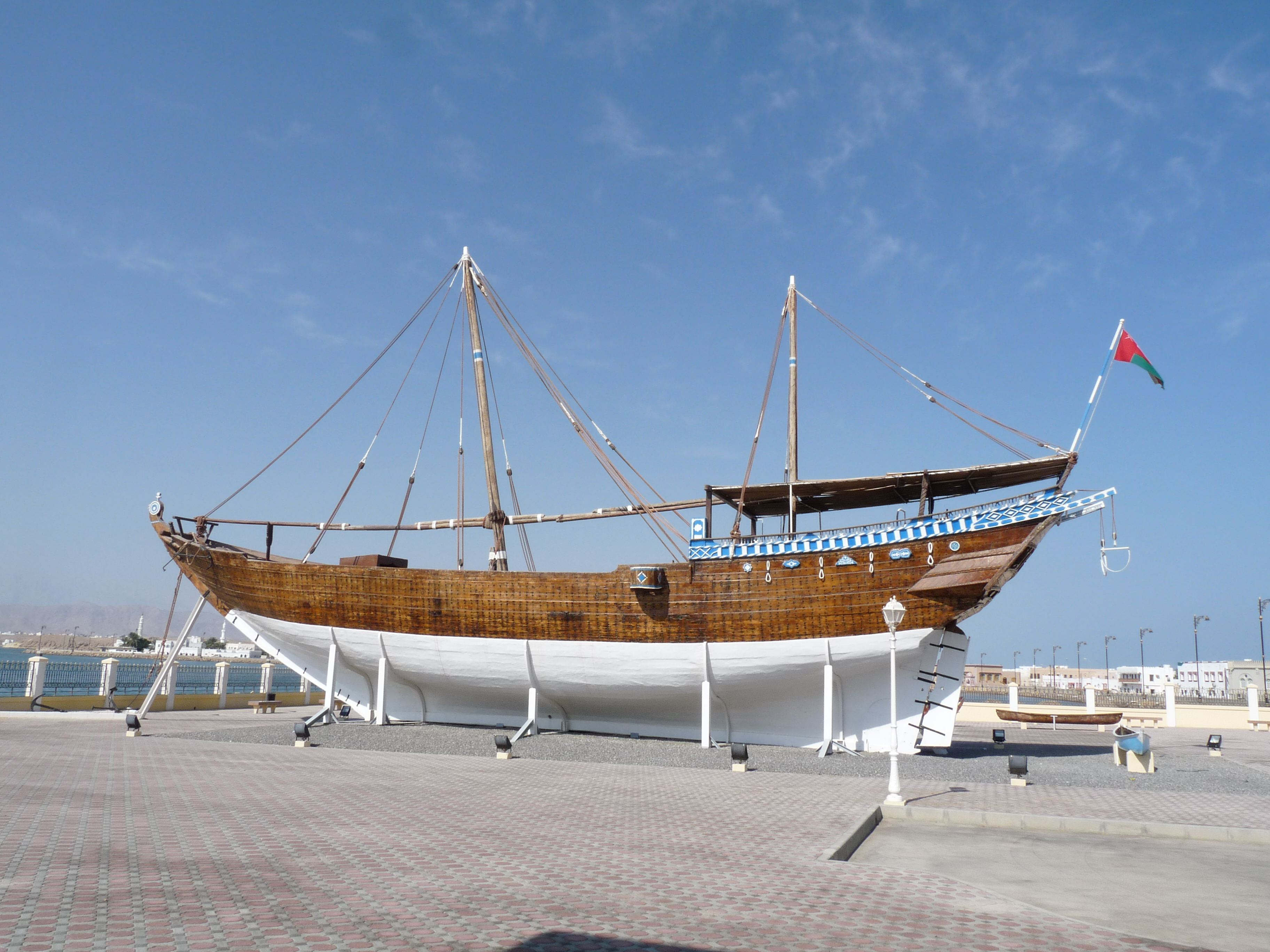
Ganja
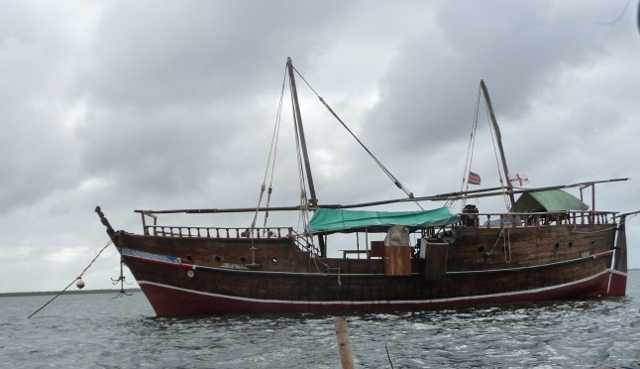
Jahazi
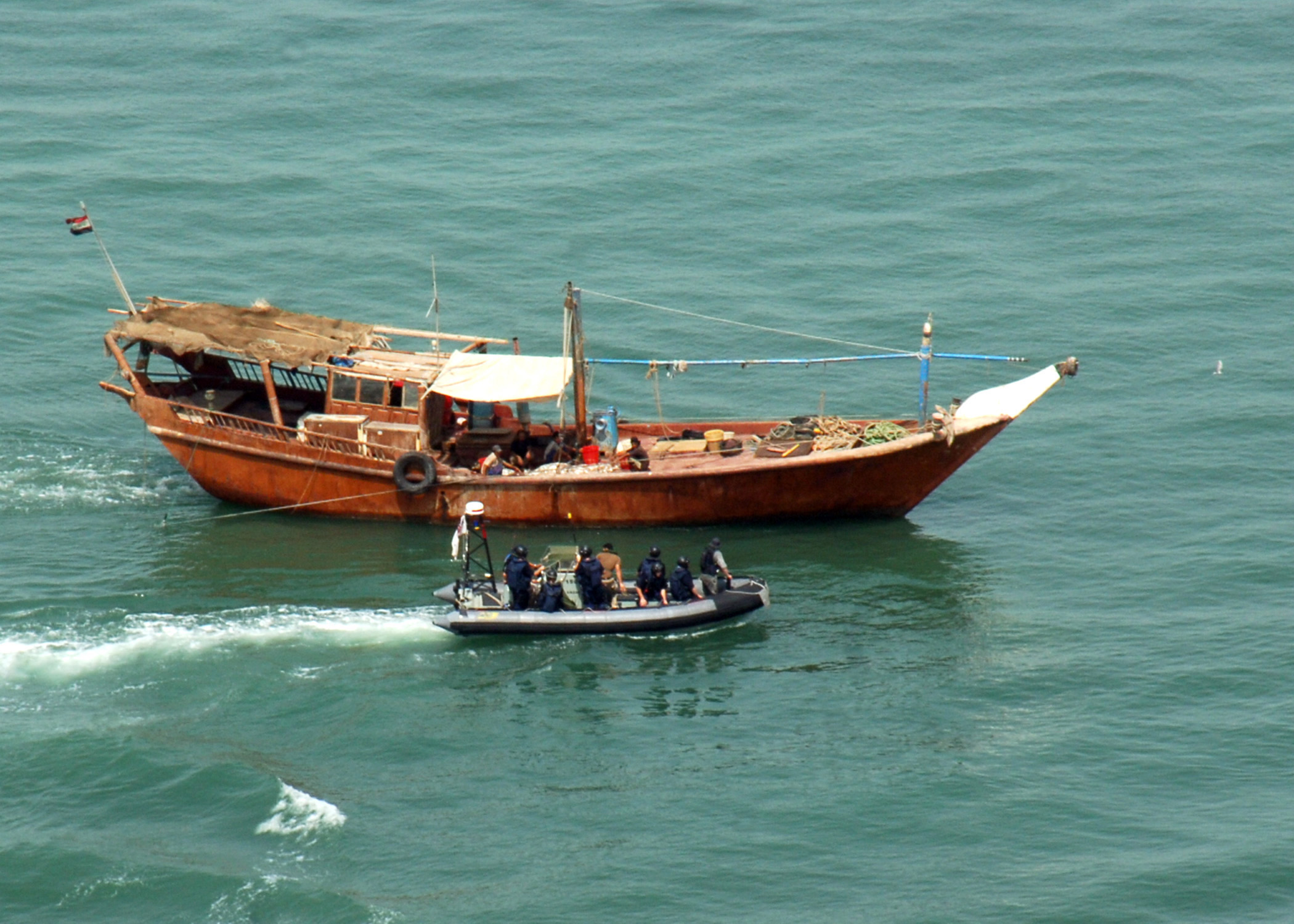
Shu’i
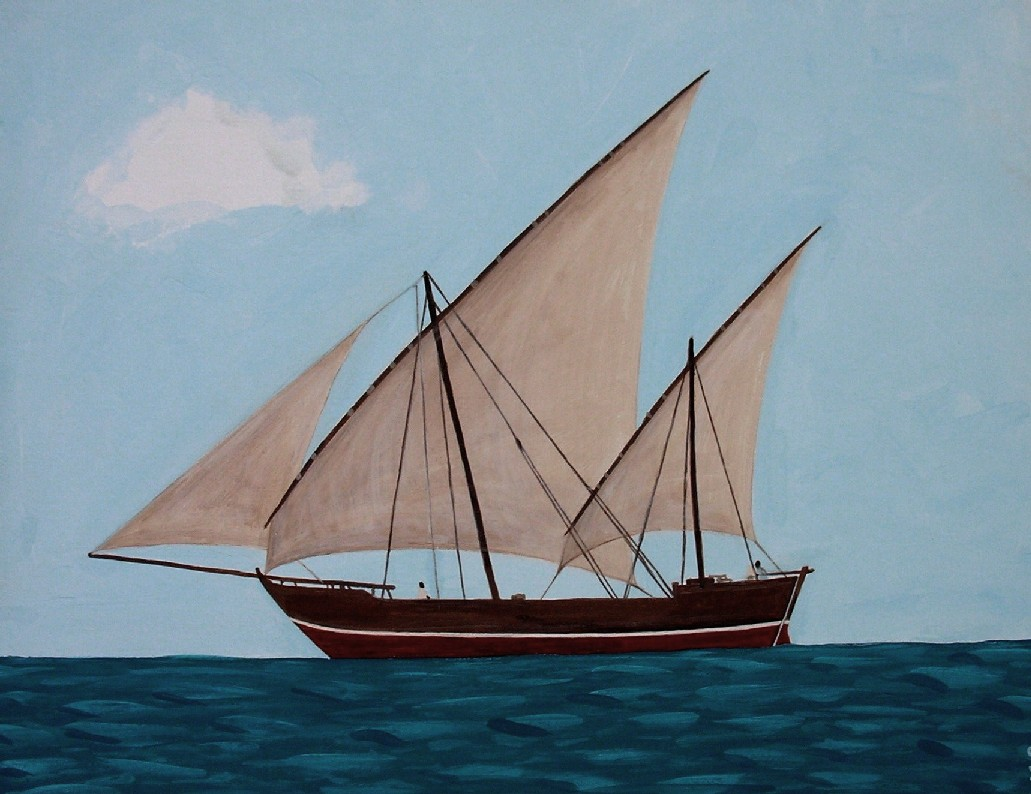
Bhum
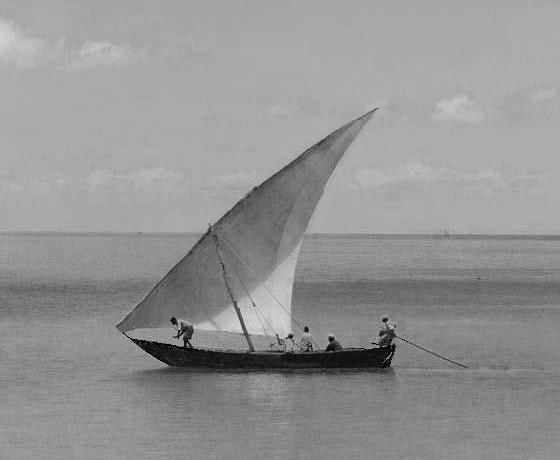
Zaroug
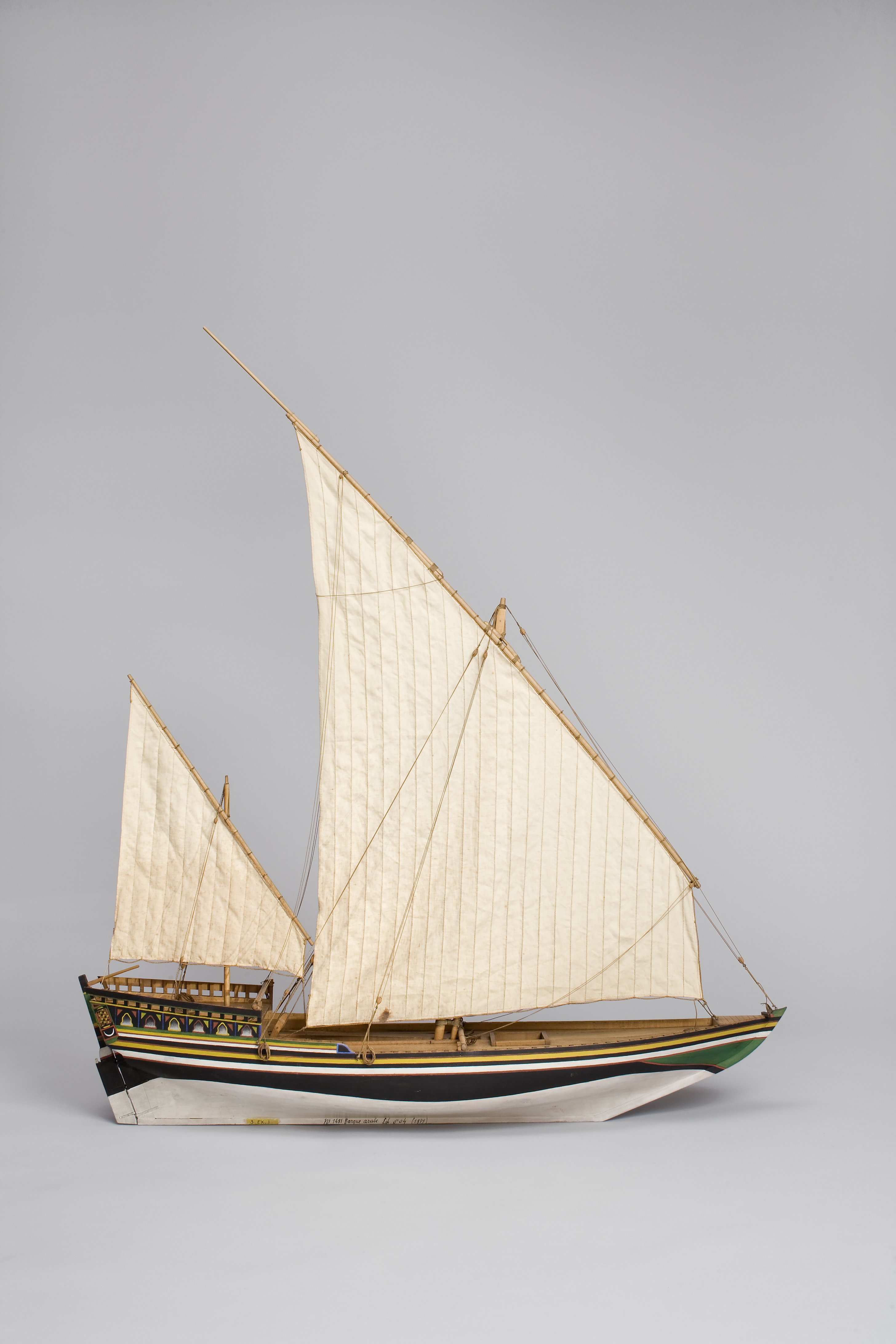
Sambouk

### Marine marchande
Le nom de boutre ou dhow est aussi donné à de petits cargos de construction traditionnelle arabe qui s'adonnent au cabotage en mer Rouge et dans l'océan Indien de Madagascar au golfe du Bengale. Ce sont des navires motorisés de 300 à 500 tonnes de charge, à coque en bois très élancée.

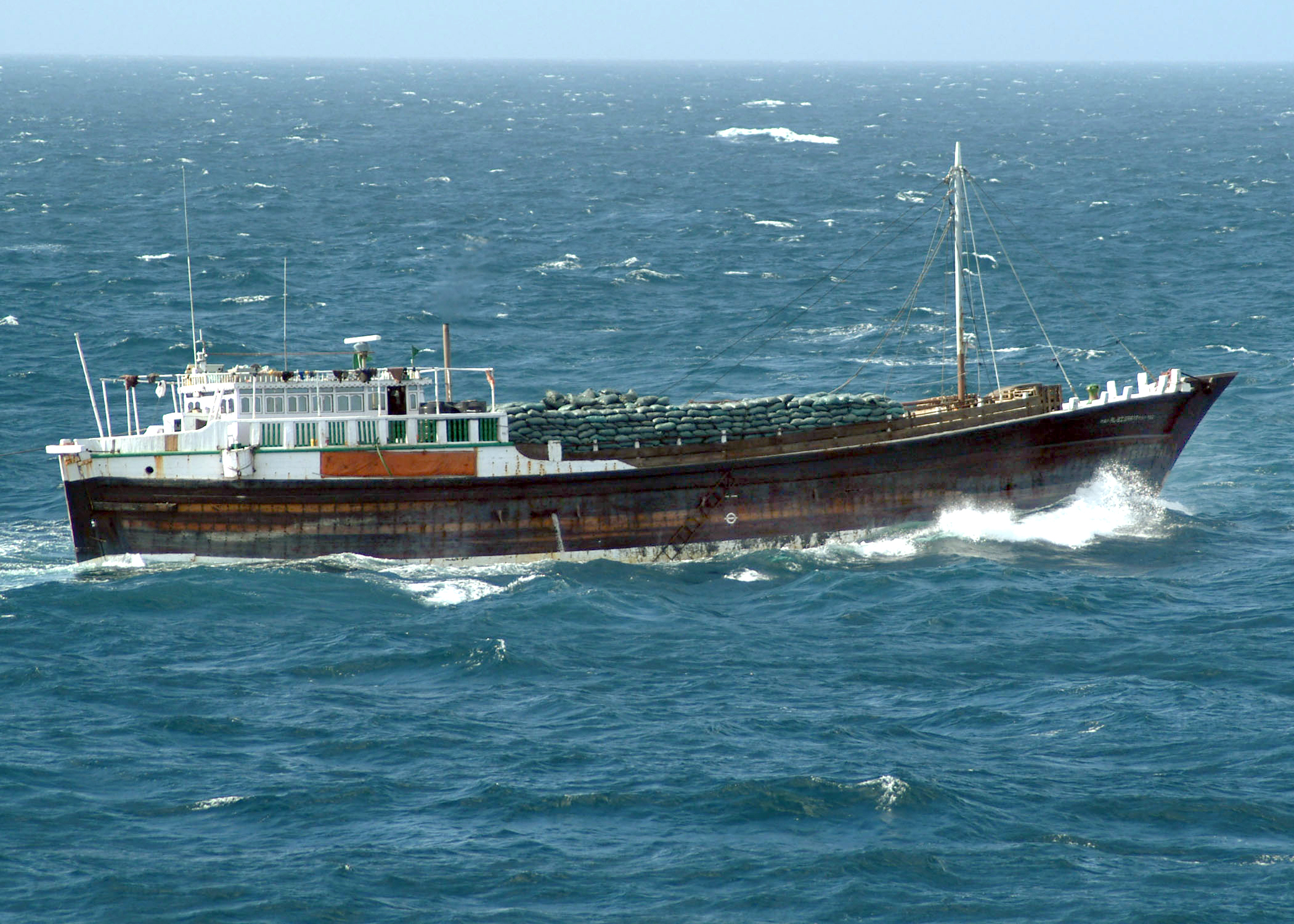
Boutre et son chargement de sacs dans l'océan Indien
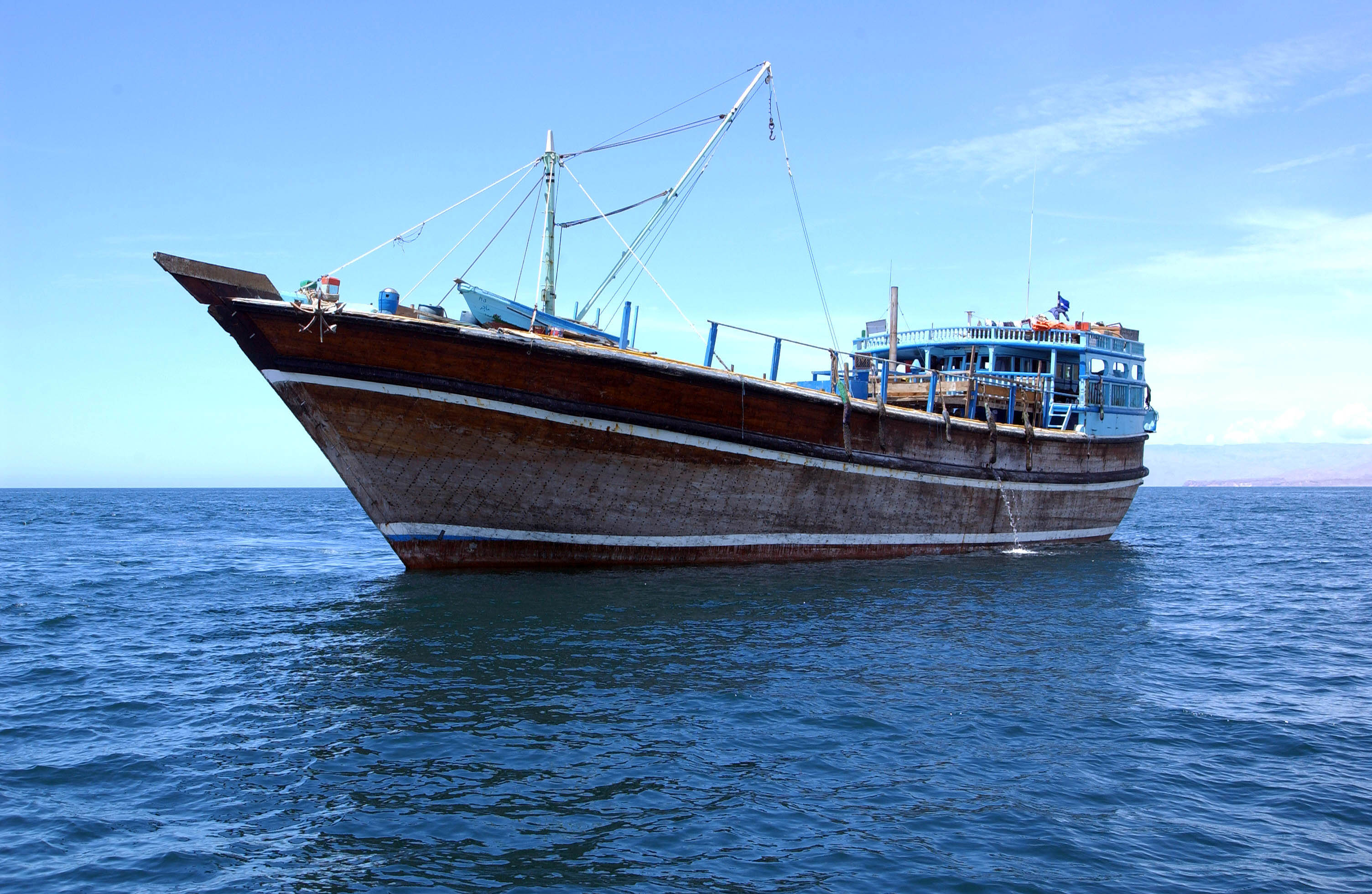
Un boutre au large du golfe d'Aden
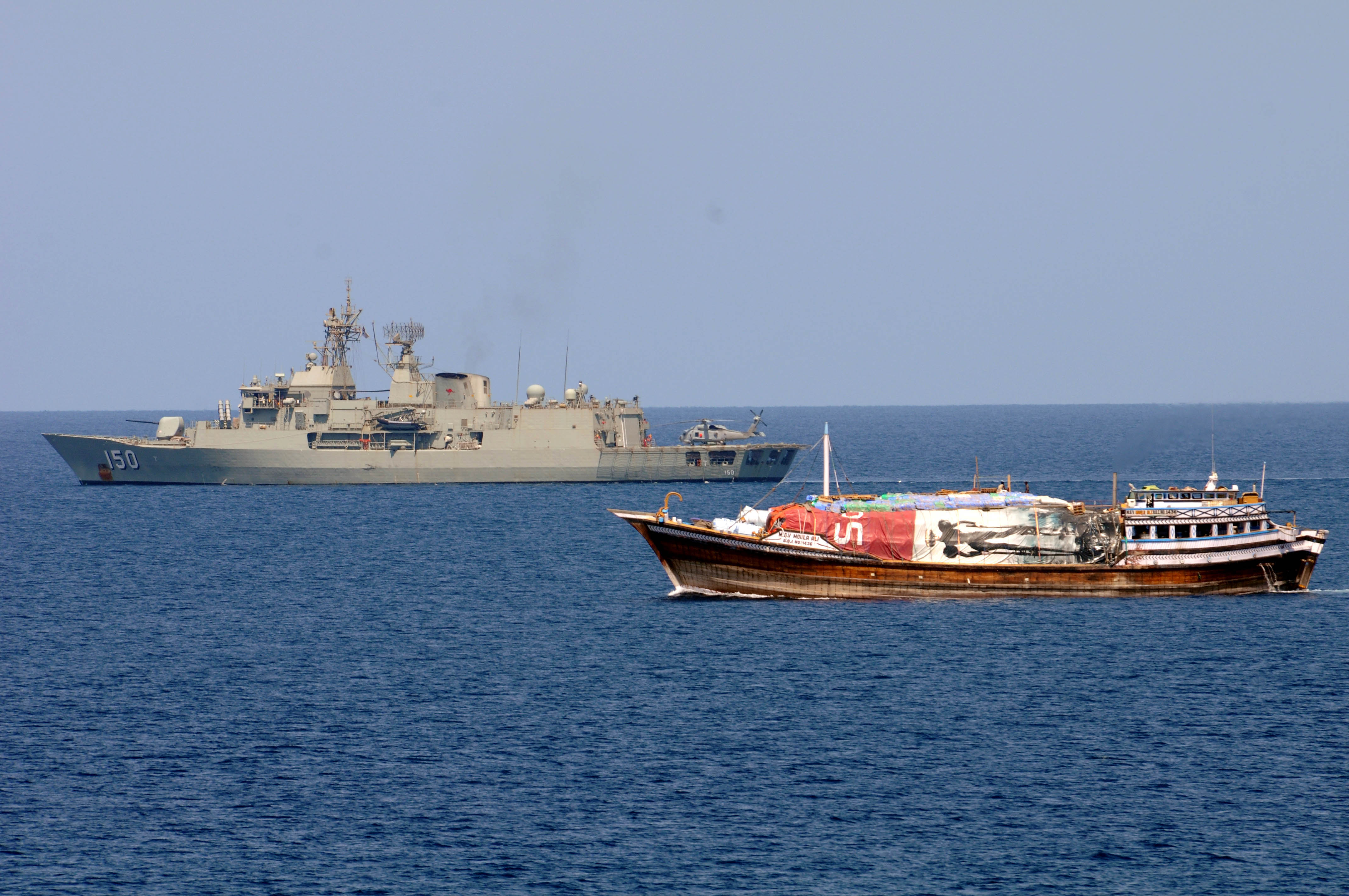
Une frégate de la Royal Australian Navy et un boutre marchand dans le golfe d'Aden

## Histoire

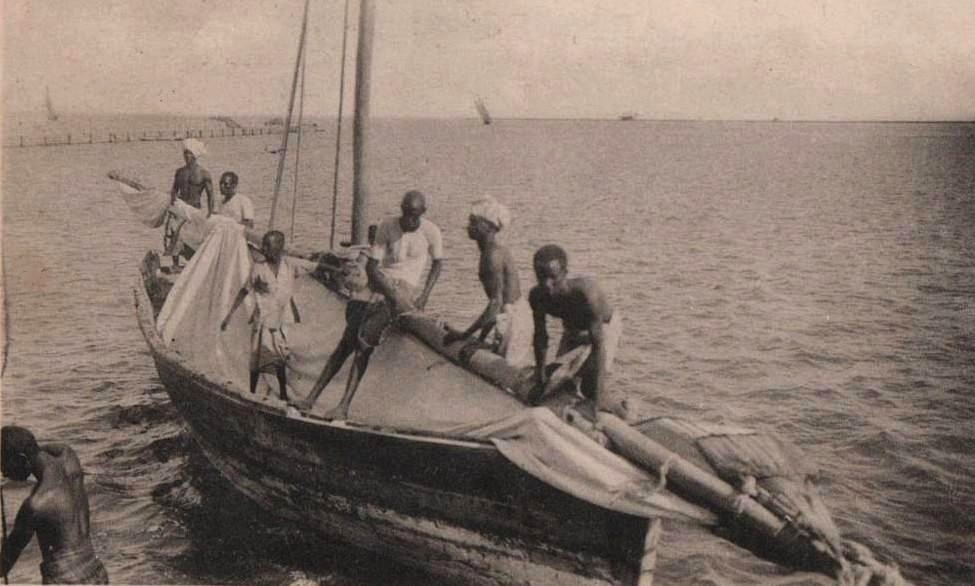
Boutre somali à Djibouti, en 1915.

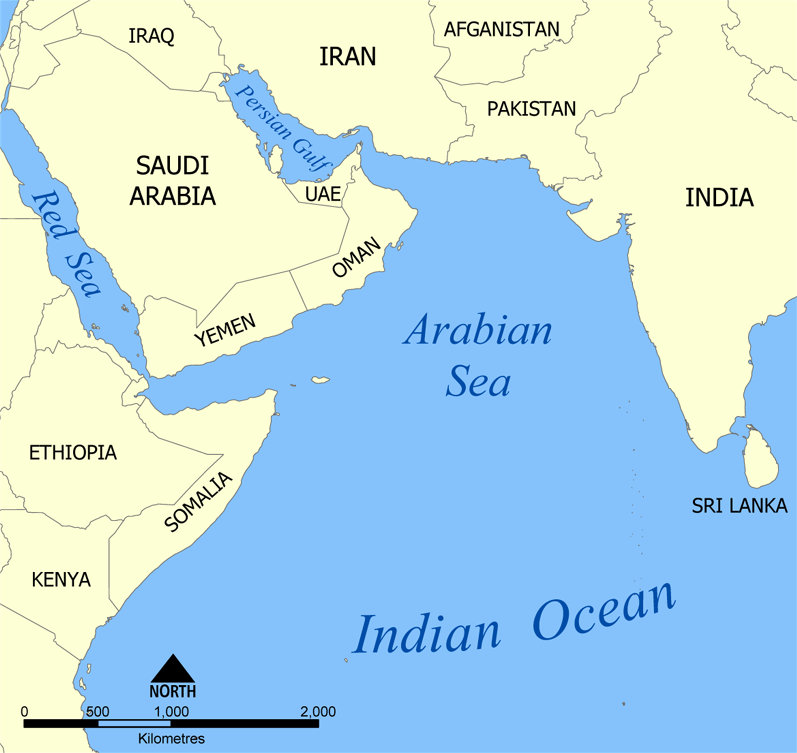
Carte de la zone de présence des différents types de boutres.

L'histoire des boutres remonte à plus de mille ans. On a ainsi découvert en 1865, au large de l'île indonésienne de Belitung, l'épave d'un dhow contenant quelque 60 000 pièces, essentiellement de la céramique chinoise de Changsha de l'époque des Tang, datée du IXe siècle de notre ère. Diffusé par les navigateurs arabes dans l'océan Indien, son utilisation s’étend actuellement de l'Indonésie à Madagascar en passant par l'Inde, les pays de la Péninsule Arabique, Djibouti, le Kenya, la Tanzanie et l'archipel des Comores,. 
Les boutres sont utilisés principalement pour la pêche et pour le cabotage inter-îles et côtier. Bateaux pratiques, les boutres peuvent servir aussi bien pour la pêche aux huîtres perlières, pour le transport de passagers, de fruits, d'animaux et de matériaux divers, que pour des missions de police maritime. Ils peuvent aussi être de simples bateaux de plaisance.
Rapides et maniables, ces navires étaient également très appréciés des trafiquants d’esclaves, d’armes, de qat et d’or, des contrebandiers et des pirates.
Henry de Monfreid, le célèbre aventurier français construisit lui-même ses boutres, dont le plus connu fut l’Altaïr, pour s'adonner à différents trafics de perles, d'armes, d'alcool et de haschich au large des côtes de la mer Rouge.
Les boutres se retrouvent encore de nos jours utilisés dans les transports de drogue, les actes de piraterie maritime et le trafic d'êtres humains. De nos jours, notamment pour mener des attaques loin des côtes, les pirates somaliens se servent de boutre comme « bateau-mère » pour leurs « skiffs » équipés de moteur de hors-bord rapide.

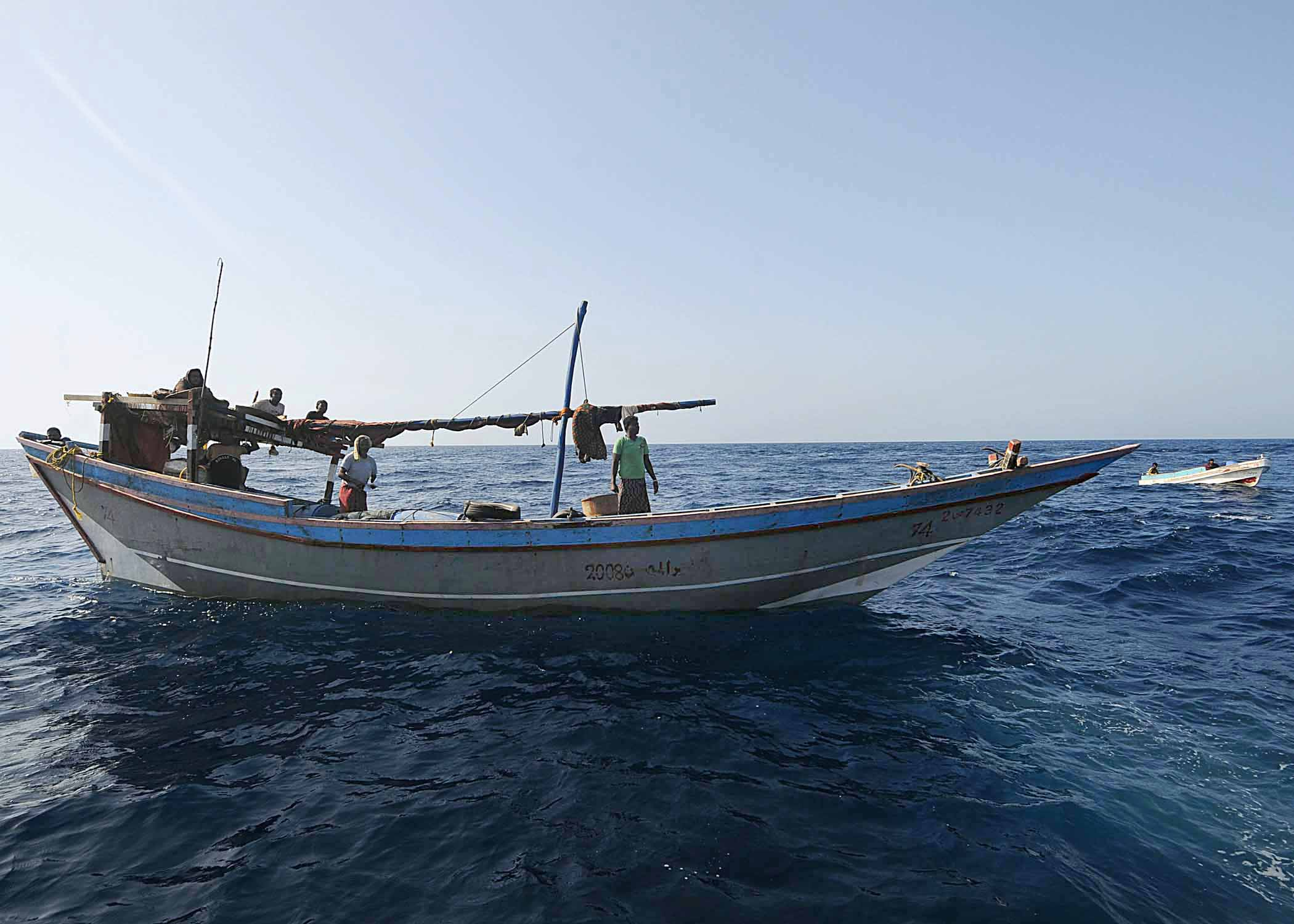
Des pêcheurs en mer d'Arabie.
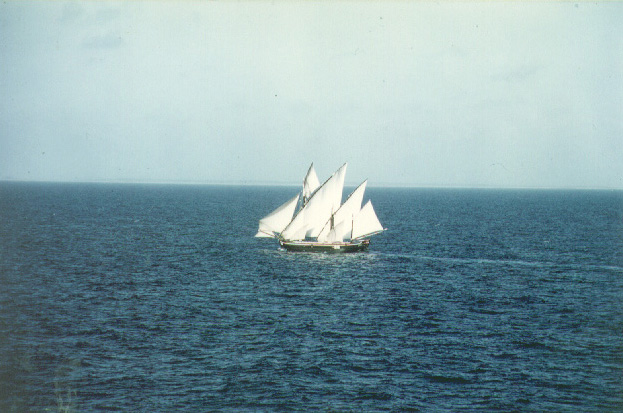
Boutre indien dans la baie de Bombay.
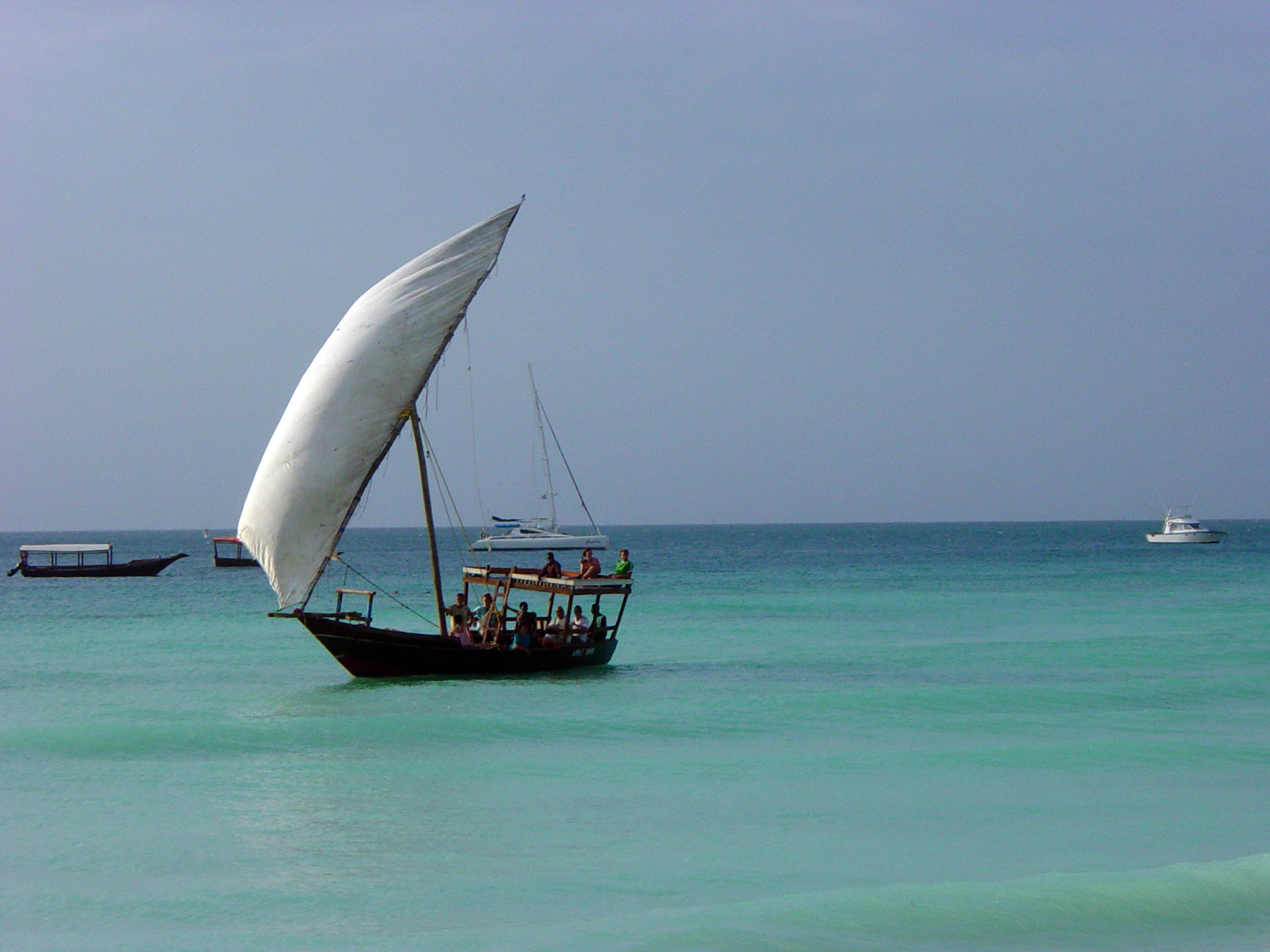
Boutre chargé de touristes sur les côtes de Dar es Salam
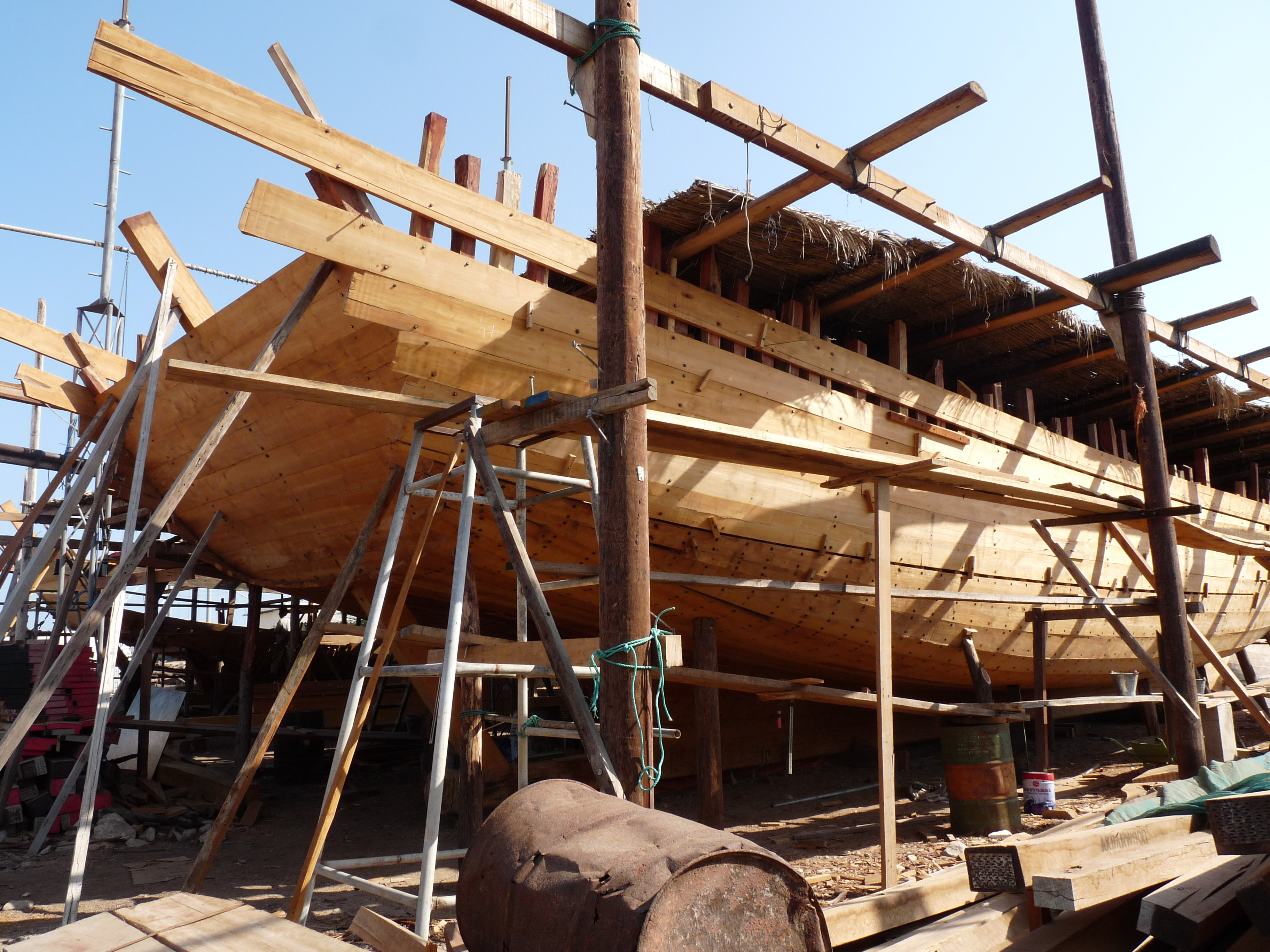
Chantier naval (fabrication et réparation de boutres) à Sur (Oman).

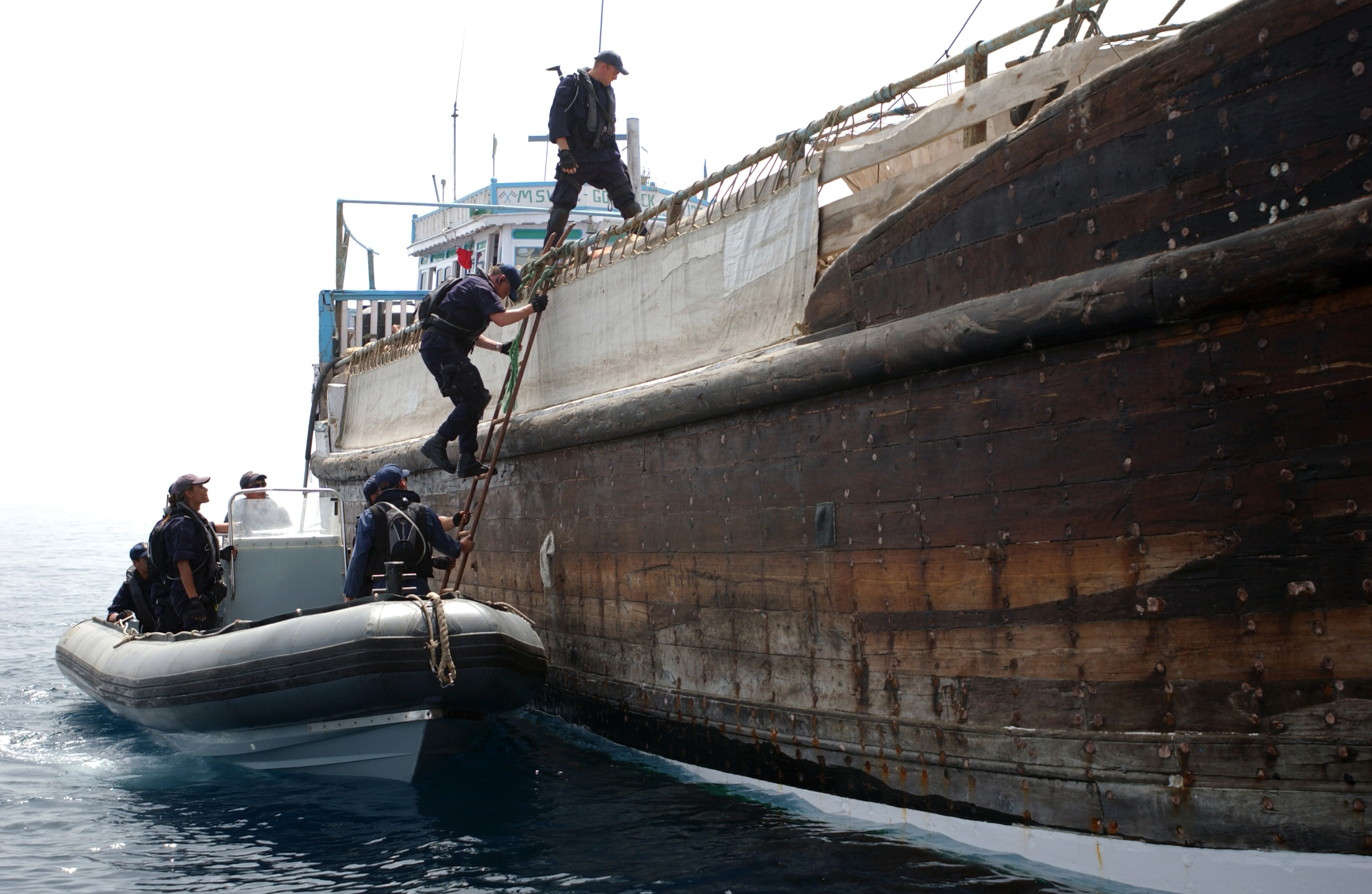
Inspection d'un boutre marchand en Somalie
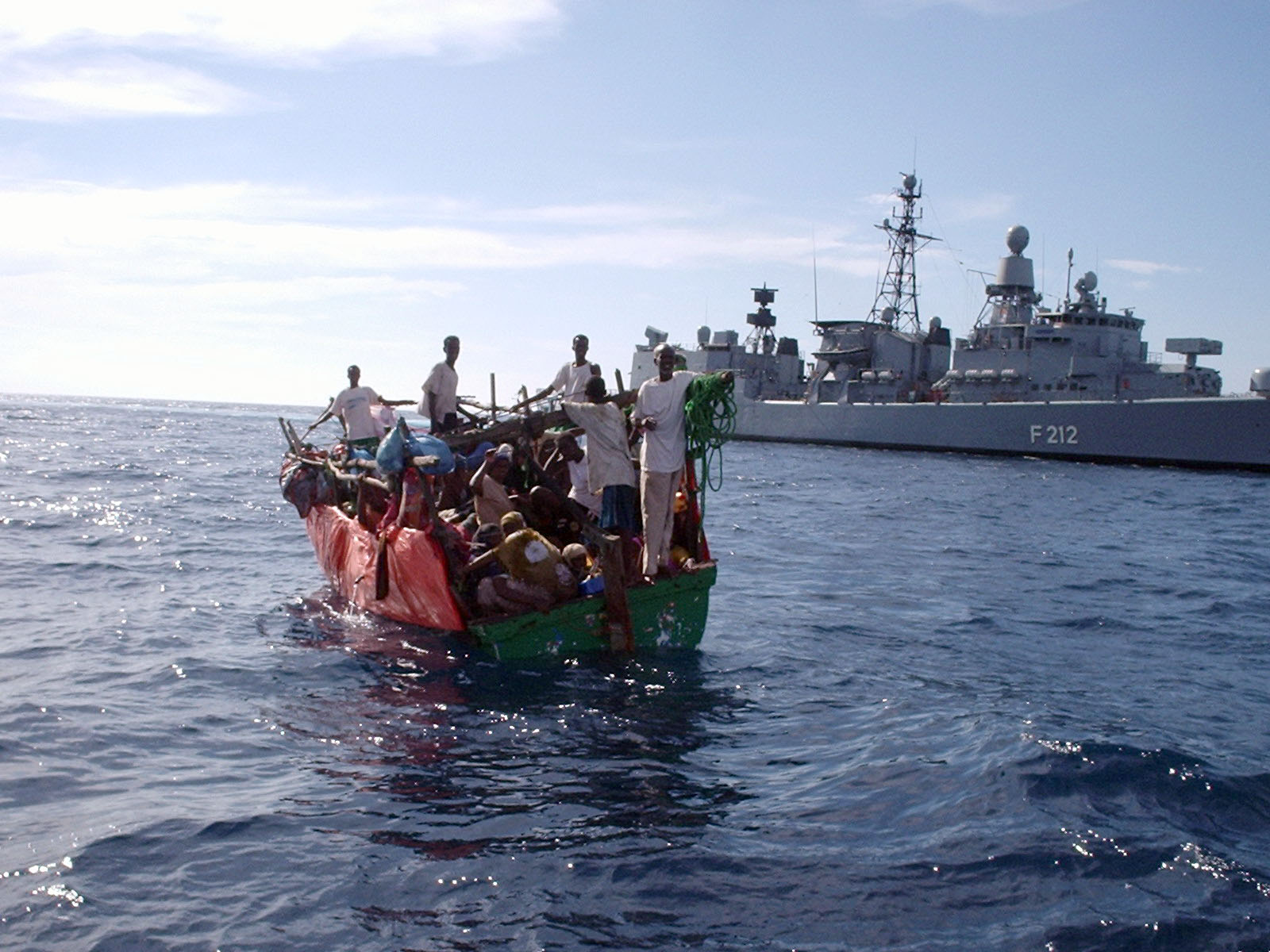
Sauvetage dans le golfe d'Aden.
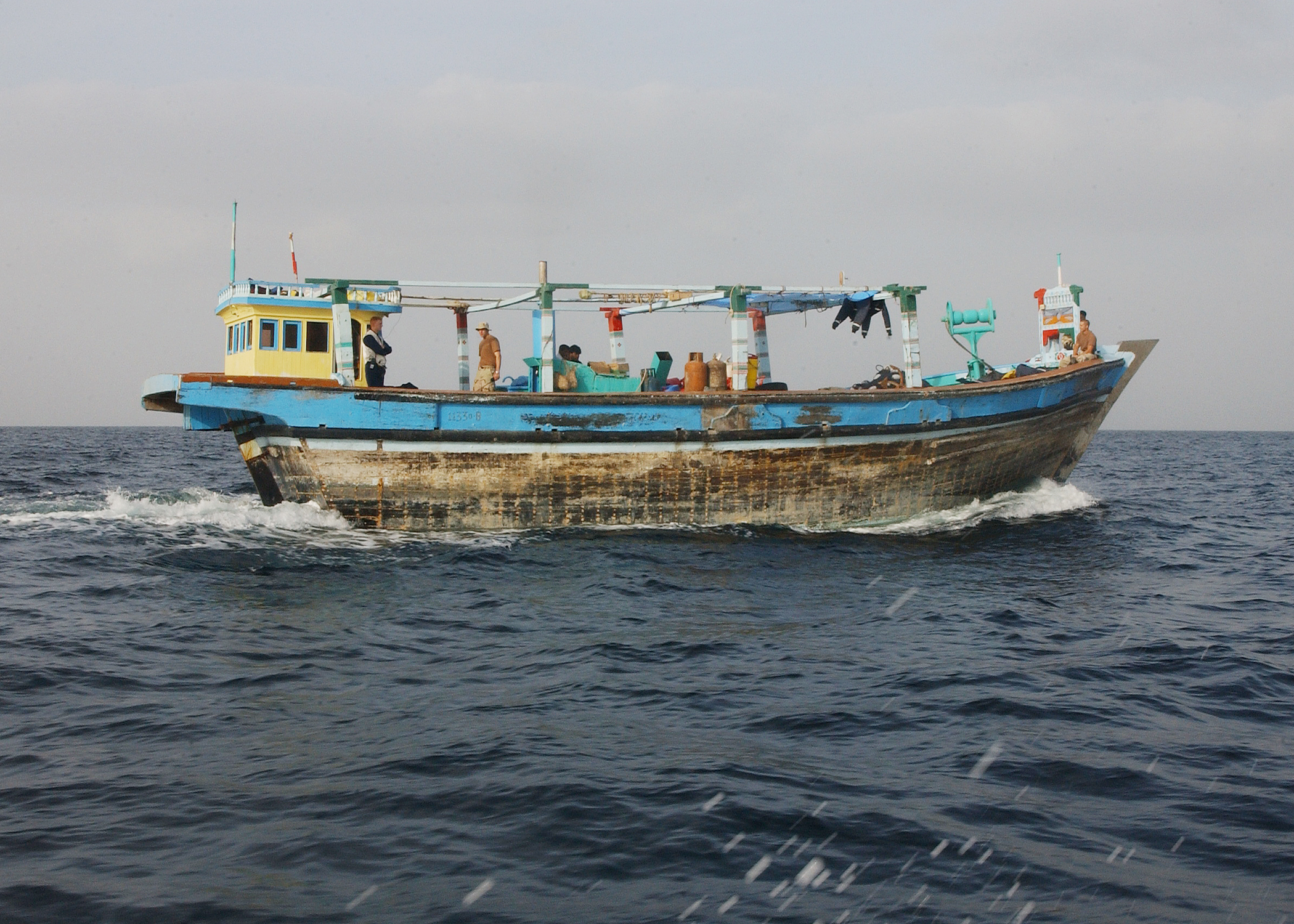
Boutre de trafiquants de drogue arraisonné.
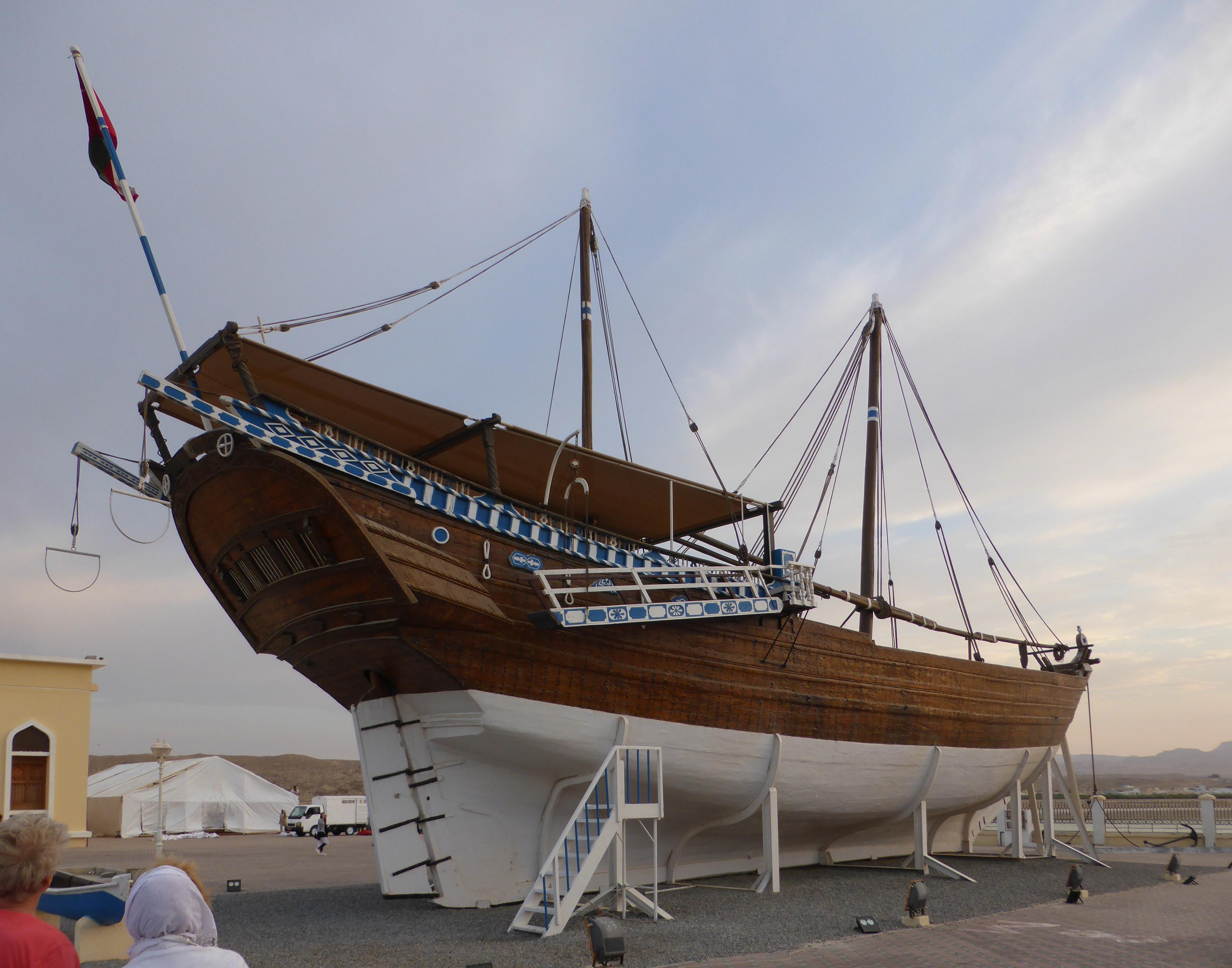
Fateh Al-Khayr, bhum restauré, navire musée au Kuwait Scientific Center à Koweït City.

### Bibliographie

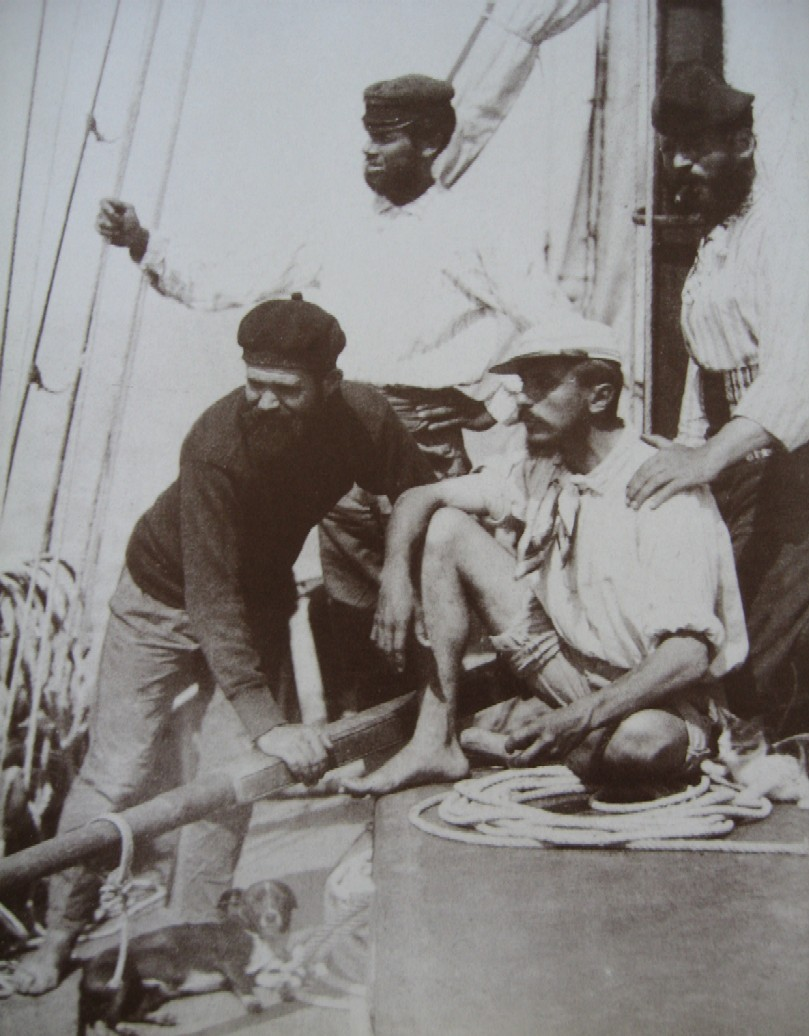
Henry de Monfreid, constructeur de boutres et auteur des Secrets de la mer Rouge

### Filmographie
- Les Boutres aux senteurs, film documentaire français de Benoît Ségur et Vincent Grémillon, 1995, 26'

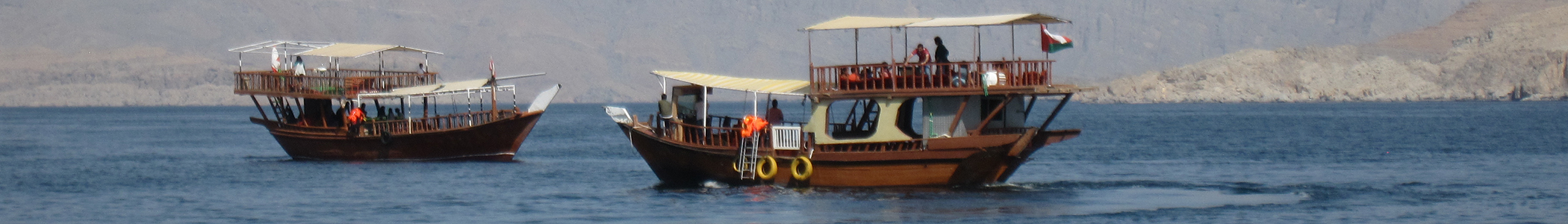
Boutres croisant au large de Moussandam